# Daleko od hlučícího davu (film, 2015)
Daleko od hlučícího davu (v originále Far from the Madding Crowd) je americký celovečerní film natočený podle stejnojmenné knihy Thomase Hardyho z roku 1874. Na motivy této knihy byly natočeny celkem čtyři filmy.

## Hlavní postavy
| Carey Mulligan       | Bathsheba Everdenová |
| Matthias Schoenaerts | Gabriel Oak          |
| Tom Sturridge        | Frank Troy           |
| Michael Sheen        | Willliam Boldwood    |
| Juno Temple          | Fanny Robinová       |

## Děj
Děj filmu začíná ve viktoriánské Anglii roku 1870. Příběh začíná představením hlavní hrdinky Bathsheby Everdenové, nespoutané, svéhlavé a krásné ženy, která žije se svojí příbuznou na menším statku. Bathsheba se brzy seznámí s novým sousedem, chovatelem ovcí Gabrielem Oakem, ten se do ní na první pohled zamiluje a krátce nato ji požádá o ruku. Bathsheba jej ale odmítá s tvrzením, že je příliš divoká a nezkrotná. Gabriel je jejím odmítnutím zdrcen a vrací se domů. Zatímco hlavní hrdinka po příchodu domů zjistí, že po svém strýčkovi zdědila veškerý majetek, tedy velkou farmu s poli, naopak Gabriel prožívá noční můru; veškeré jeho ovce rozbily ohradu a utekly. Jeho ovčácký pes je zatím mladý a nepříliš nadaný, proto je nažene dolů ze srázu. Gabriel přišel o všechny ovce a po tom, co jej zastřelil, i o psa. Jde tedy na veletrh a shání práci, shodou okolností se dostane i k hloučku lidí, kteří poslouchají hlásící vojáky. Ti rekrutují nové kadety, avšak nikdo se nehlásí. Gabriel váhá nad myšlenkou střechy nad hlavou a jídlem, i přesto se nakonec rozhodne se k armádě nepřidat. V hloučku lidí potkává Fanny Robinovou, která mu prozradí, že jeden z vojáků je její milý.
Bathsheba se stěhuje do svého nového domova a zažívá první šok; tu noc, kdy se nastěhuje začíná hořet stodola s veškerou sezónní sklizní. Náhodou se okolo potlouká Gabriel, kterému se povede úrodu zachránit a Bathsheba mu na svém novém panství nabízí místo ovčáka. Mezitím se Fanny vydává do kostela, kde si má vzít svého milého Franka Troye. Fanny si ale nedopatřením splete kostel a voják Frank na ni marně čeká u oltáře.
Bathsheba se začíná učit práci na farmě a poprvé vezme na veletrh svoji úrodu, aby ji zde prodala. Zákazníci se ale neženou, nakonec prodá úrodu pod cenou jejímu sousedovi a příteli jejího zesnulého strýčka. Zde se také setkává s bohatým a starým mládencem Willliamem Boldwoodem. Jako vtip mu pošle valentýnku a on sám je Bathshebou velmi okouzlen, začíná přemýšlet nad svatbou. Nakonec se odhodlá ji požádat o ruku, Bathsheba jej ale odmítá. Gabriel upozorňuje Bathshebu na nebezpečí, které ji hrozí, ta jej v hádce vyhodí. Gabriel ihned odchází z farmy a Bathsheba se jde projet na koni po svých pozemcích. Při tom narazí na otrávené ovce a její služební jí vysvětlí, že zachránit je může jen schopný ovčák, který trubičkou s ostrým hrotem vytvoří na určitém místě otvor, který jim pomůže dýchat. Bathsheba se rozhodne Gabrielovi omluvit a prosí jej, aby její ovce zachránil. Ten přijímá a ovce skutečně zachrání, také zpět získá místo ovčáka na farmě.
Krátce nato se Bathsheba setkává s vojákem Frankem, který si měl původně vzít Fanny a nadále žije s myšlenkou, že od něj utekla. Frank začne Bathshebě lichotit a přestože jej z farmy vykáže, druhý den se znovu ukáže a pomáhá při sklizni. Nakonec pozve hlavní hrdinku na schůzku, kde s ní flirtuje. Krátce nato porušuje Bathsheba pravidlo, že bude farmu vést sama, a vdává se za něj. Gabriel ji před ním varuje, ale ona ho neposlouchá. Krátce po svatbě při oslavách se ale Frank opije a odmítne jít Grabrielovi pomoct schovat seno před bouřkou. Místo něj mu jde pomoct Bathsheba a omlouvá se Gabrielovi za to, že podlehla Frankově šarmu.
Další den Frank Troy ve městě potkává Fanny, která mu vysvětluje, proč nepřišla do kostela. Pak se mu přizná, že s ním čeká dítě. Frank Fanny stále tajně miluje a slíbí jí, že jí další den přinese peníze a zařídí jí ubytováni, pro ni i jejich dítě. Bathsheba ale odmítne mu peníze dát, protože jsou na zemědělské účely. I přesto další den Frank odjíždí, aby se s Fanny setkal. Ta se ale na smluvené místo nedostaví, až po příjezdu zpět na farmu se Troy dozvídá, že zemřela při porodu jeho dítěte. Po tom, co Frank uvidí v rakvi mrtvou Fanny a jejich dítě, řekne otevřeně Bathshebě, že ji nikdy nemiloval a nikdy pro něj nebude znamenat víc než Fanny. V rozčílení odjíždí a chystá se utopit v moři.
Bathsheba, ač Franka nikdy nemilovala, je z jeho slov zdrcená a svůj smutek utápí v práci. Krátce nato jsou jí přineseny šaty jejího manžela se slovy, že jeho tělo se v moři nenašlo. Bathshebina farma má dluhy a ona se bojí, že ji bude muset prodat. jako kupec se nabízí William, který Bathshebě opět nabízí sňatek. Ta mu řekne, že si jeho nabídku promyslí.
Na pořádané oslavě se objeví i Frank, který je v pořádku a zdráv. Je na Bathshebu hrubý a vyžaduje její peníze. Nakonec se ukáže William a zastřelí jej, za což je uvrhnut do žaláře. Po těchto událostech Gabriel oznámí, že odchází do Ameriky a následující den skutečně odchází. Bathsheba si uvědomuje, jak byla slepá a hloupá a vydává se za ním. Nakonec se Gabriel Bathsheby znovu ptá, zda by si jej vzala a ona souhlasí.

## Reakce
Film Daleko od hlučícího davu měl ve Spojených státech premiéru 1. května 2015, v Česku to bylo 9. července toho roku. Od kritiků získal tento film velmi dobré hodnocení, průměrně 85 %. Na Československé filmové databázi film získal přes 70 %. Nejvíce kritizována bývá samotná hlavní herečka, Carey Mulligan, většina se přiklání k názoru, že Julie Christie, která hrála ve stejnojmenném filmu z roku 1967, tuto roli ztvárnila lépe.